# پی‌یرو تیبری
پی‌یرو تیبری (ایتالیایی: Piero Tiberi؛ ‏ ۱۶ ژانویهٔ ۱۹۴۷ – ۲۵ اکتبر ۲۰۱۳) بازیگر، صداپیشه، نویسندهٔ دیالوگ و مدیر دوبلاژ اهل ایتالیا بود.
از فیلم‌هایی که وی در آن نقش داشته‌است، می‌توان به هانیبال، دخترک سرباز در دیدار نظامی و آفرین پسر! اشاره کرد.